# Маринки (Калузька область)
Маринки (рос. Маринки) — присілок в Жуковському районі Калузької області Російської Федерації.
Населення становить 3484 особи. Входить до складу муніципального утворення Село Тарутино.

## Історія
Від 2004 року входить до складу муніципального утворення Село Тарутино

## Населення
| 2002 | 2010  |
| ---- | ----- |
| 232  | ↗4133 |